# Hang Ten Icefield
Hang Ten Icefield är en glaciär i Kanada.   Den ligger i provinsen British Columbia, i den västra delen av landet, 4 100 km väster om huvudstaden Ottawa. Hang Ten Icefield ligger 1 440 meter över havet.
Terrängen runt Hang Ten Icefield är bergig västerut, men österut är den kuperad.Trakten runt Hang Ten Icefield är nära nog obefolkad, med mindre än två invånare per kvadratkilometer.. Det finns inga samhällen i närheten. 
Trakten runt Hang Ten Icefield är permanent täckt av is och snö.